# Munnopsurus giganteus
Munnopsurus giganteus är en kräftdjursart som först beskrevs av Sars 1877.  Munnopsurus giganteus ingår i släktet Munnopsurus och familjen Munnopsidae.

## Underarter
Arten delas in i följande underarter:
- M. g. ochotensis
- M. g. giganteus